# Квантовая теория поля в искривлённом пространстве-времени
Квантовая теория поля в искривлённом пространстве-времени — это физическая теория, в которой рассматривается динамика квантовых полей на фоне искривлённого классического пространства-времени.
Поскольку в этой теории пространство-время рассматривается классически, то есть в рамках общей теории относительности, то она не может быть верной с фундаментальной точки зрения. Несмотря на это, она позволяет расширить квантовую теорию поля на случай, когда гравитационные эффекты становятся существенными, хотя эффектами квантовой гравитации ещё можно пренебречь. В частности, квантовая теория поля в искривлённом пространстве-времени должна быть применима к ранней Вселенной и вблизи (и внутри, но не слишком близко к сингулярности) чёрных дыр. Физически, критерием применимости данной теории является малость искривления пространства-времени по сравнению с планковскими масштабами.
Главным достижением этой теории считается предсказание излучения Хокинга.